# Osmane du Maine
Sainte Osmane ou Ozanne est une princesse irlandaise devenue ermite en Gaule au VIIe siècle. 

## Biographie
Princesse irlandaise, Osmane fuit son pays pour échapper à un mariage forcé. Elle aurait ensuite vécu en ermite en Gaule, successivement en Brie, dans le Maine, et en Bretagne, dans un ordre qui varie selon les sources.
Selon certaines sources, elle serait morte près de Saint-Calais dans le Maine, sur un terrain alors désert, où est édifié depuis le village qui porte son nom, Sainte-Osmane. Selon d'autres sources, elle serait morte à Saint-Brieuc en Bretagne. 
Son corps est transféré au XIe siècle dans la basilique Saint-Denis. Son gisant est désormais dans la crypte de l'abbaye de Jouarre. Il est de la même facture que les gisants de Saint-Denis. Il la représente montrant le livre de l'Évangile ; à ses pieds, un chien symbolise la confiance et la fidélité.
Appelée aussi Osanne ou Ozanne, elle est fêtée le 9 septembre.

## Iconographie
Sainte Osmane ou Ozanne est représentée couronnée sur un cénotaphe du XIVe siècle dans la crypte de l'abbaye de Jouarre.
Une statue de la même époque la représente à Féricy, où elle figure aussi sur des vitraux de 1532 et 1534.